# Entracque
Entracque är en ort och kommun i provinsen Cuneo i regionen Piemonte i Italien. Kommunen hade 859 invånare (2018).